# Stefan Krauße
Stefan Krauße (Ilmenau, 17 september 1967) is een voormalig Duits rodelaar. 
Krauße vormde jarenlang een koppel met Jan Behrendt. Krauße kwam in het begin van zijn carrière uit voor de DDR en nadien voor het herenigde Duitsland. Tijdens de Olympische Winterspelen 1988 in het Canadese Calgary won Krauße samen met Behrendt de zilveren medaille in het dubbel achter landgenoten Jörg Hoffmann en Jochen Pietzsch.
In 1989 werden Krauße en Behrendt wereldkampioen op de baan van Winterberg.
Van 1991 tot en met 1995 werden Krauße en Behrendt in de niet olympische jaren wereldkampioen in het dubbel en in de landenwedstrijd.
Tijdens de Olympische Winterspelen 1992 in het Franse Albertville wonnen Krauße en Behrendt de gouden medaille.
Van het seizoen 1990-1991 tot en met 1995-1996 eindigden Krauße en Behrendt steeds in de top drie van het wereldbekerklassement. Zij wonnen in totaal driemaal het eindklassement.
Krauße en Behrendt sloten hun carrière af met de gouden medaille tijdens de Olympische Winterspelen 1998 in het Japanse Nagano.

## Resultaten

### Wereldkampioenschappen
| Jaar | Plaats      | Resultaat                |
| ---- | ----------- | ------------------------ |
| 1989 | Winterberg  | dubbel · landenwedstrijd |
| 1991 | Winterberg  | dubbel · landenwedstrijd |
| 1993 | Calgary     | dubbel · landenwedstrijd |
| 1995 | Lillehammer | dubbel · landenwedstrijd |
| 1996 | Altenberg   | landenwedstrijd          |
| 1997 | Igls        | dubbel · landenwedstrijd |

### Olympische Winterspelen rodelen
| Jaar | Plaats      | Resultaat |
| ---- | ----------- | --------- |
| 1988 | Calgary     | dubbel    |
| 1992 | Albertville | dubbel    |
| 1994 | Lillehammer | dubbel    |
| 1998 | Nagano      | dubbel    |

### Wereldbekeroverwinningen
| #   | Datum      | Plaats       |
| --- | ---------- | ------------ |
| 1.  | 10-01-1988 | Altenberg    |
| 2.  | 17-01-1988 | Winterberg   |
| 3.  | 08-01-1989 | Oberhof      |
| 4.  | 15-01-1989 | Königssee    |
| 5.  | 28-01-1990 | Königssee    |
| 6.  | 25-11-1990 | Altenberg    |
| 7.  | 09-02-1991 | Sankt Moritz |
| 8.  | 31-01-1993 | Winterberg   |
| 9.  | 07-02-1993 | Lillehammer  |
| 10. | 02-12-1993 | Sigulda      |
| 11. | 05-12-1993 | Sigulda      |
| 12. | 12-12-1993 | Igls         |
| 13. | 19-12-1993 | Winterberg   |
| 14. | 26-11-1994 | Igls         |
| 15. | 27-11-1994 | Igls         |
| 16. | 17-12-1994 | Calgary      |
| 17. | 17-12-1994 | Calgary      |
| 18. | 15-01-1995 | Oberhof      |
| 19. | 22-01-1995 | Königssee    |
| 20. | 10-12-1995 | La Plagne    |
| 21. | 17-12-1995 | Winterberg   |
| 22. | 21-01-1996 | Königssee    |
| 23. | 11-02-1996 | Sankt Moritz |
| 24. | 17-02-1996 | Oberhof      |
| 25. | 02-02-1997 | Winterberg   |
| 26. | 06-12-1997 | Igls         |
| 27. | 18-01-1998 | Altenberg    |

1964: Josef Feistmantl / Manfred Stengl ·
1968: Klaus-Michael Bonsack / Thomas Köhler ·
1972: Paul Hildgartner / Walter Plaikner & Horst Hörnlein / Reinhard Bredow ·
1976: Hans Rinn / Norbert Hahn ·
1980: Hans Rinn / Norbert Hahn ·
1984: Hans Stanggassinger / Franz Wembacher ·
1988: Jörg Hoffmann / Jochen Pietzsch ·
1992: Stefan Krauße / Jan Behrendt ·
1994: Kurt Brugger / Wilfried Huber ·
1998: Stefan Krauße / Jan Behrendt ·
2002: Patric Leitner / Alexander Resch ·
2006: Andreas Linger / Wolfgang Linger ·
2010: Andreas Linger / Wolfgang Linger ·
2014: Tobias Wendl / Tobias Arlt ·
2018: Tobias Wendl / Tobias Arlt ·
2022: Tobias Wendl / Tobias Arlt